# Nicolas Huet le Jeune
Nicolas Huet le Jeune (1770 Louvre - 26 december 1830 Parijs), was een Franse illustrator van dieren. Hij was als zodanig actief tussen 1788 en 1827 en liet een groot oeuvre na.

## Biografie
Nicolas kwam uit een familie van schilders en prentkunstenaars van dieren. Zijn vader, grootvader en broers waren allemaal  ervaren schilders. In 1792 nam hij samen met zijn broers vrijwillig dienst in het revolutionaire leger in het departement Seine-et-Oise en zij vochten mee in de Slag bij Jemappes. Tussen 1798 en 1801 was hij een van de kunstenaars die meeging op de expeditie van Napoleon naar Egypte en droeg hij bij als illustrator aan het eindverslag over deze onderneming. In 1804 kreeg hij een benoeming als schilder in dienst van Muséum d’Histore Naturelle en de menagerie van keizerin Joséphine de Beauharnais. In 1823 werd hij benoemd tot Professeur d’iconographie des animaux (leraar in de kunst van het afbeelden van dieren). Aquarellen en tekeningen van hem werden in salons van de notabelen in Parijs tentoongesteld en hij kreeg opdrachten om nauwkeurige tekeningen te maken van dieren voor belangrijke buitenlanders zoals de koning van Saksen.
Hij stierf kinderloos in 1830.

## Zijn werk
Hij werkte niet alleen voor vorsten maar ook voor belangrijke natuuronderzoekers zoals Étienne Geoffroy Saint-Hilaire en Georges Cuvier. Voor de bibliotheek van het nationale natuurhistorisch museum maakte hij 246 tekeningen van zoogdieren die in 1808 werden gepubliceerd als Collection de mammifères du Muséum d’Histoire Naturelle. Andere bekende werken zijn de tekeningen bij een werk over weekdieren, l’Histoire naturelle des mollusques terrestres et fluviatiles, en een serie boeken over vogels geschreven door de directeur van het Rijksmuseum van Natuurlijke Historie Coenraad Jacob Temminck, Nouveau recueil de planches coloriées d'oiseaux.

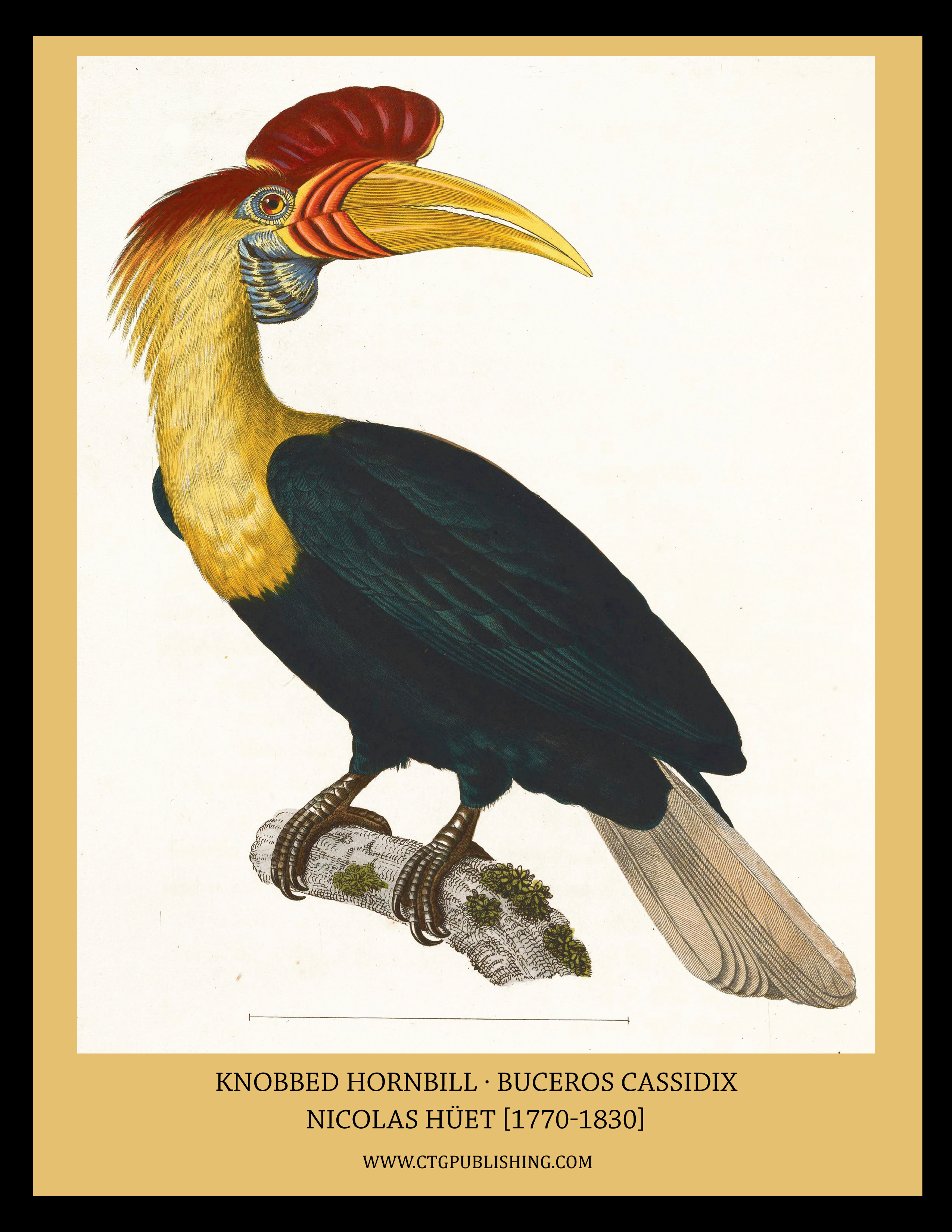
Afbeelding van de sulawesi-jaarvogel (Rhyticeros cassidix) uit Nouveau recueil de planches coloriées d'oiseaux : pour servir de suite et de complément aux planches enluminées de Buffon, édition in-folio et in-4⁰ de l'Imprimerie royale, 1770. Deel 1,2, 3 en 5.
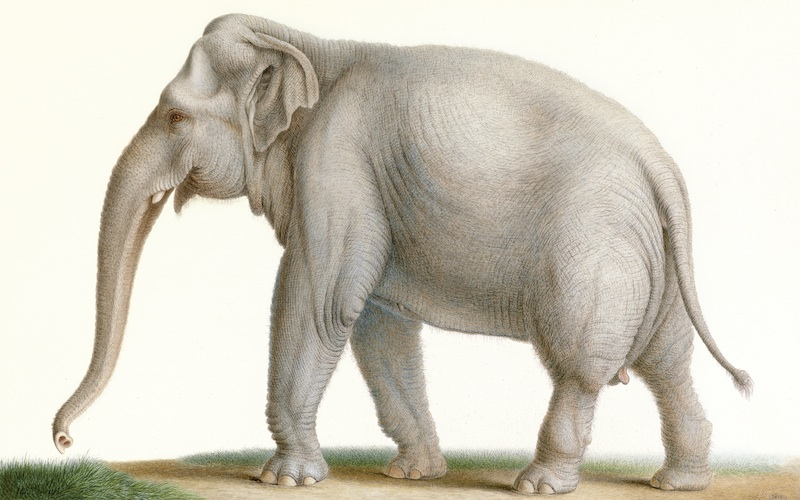
Afbeelding van een Indische olifant door Nicolas Huet. Deze olifant was een geschenk aan stadhouder Willen V en werd in 1795 als oorlogsbuit van Paleis Het Loo overgebracht naar de menagerie van de Jardin des Plantes bij Parijs.
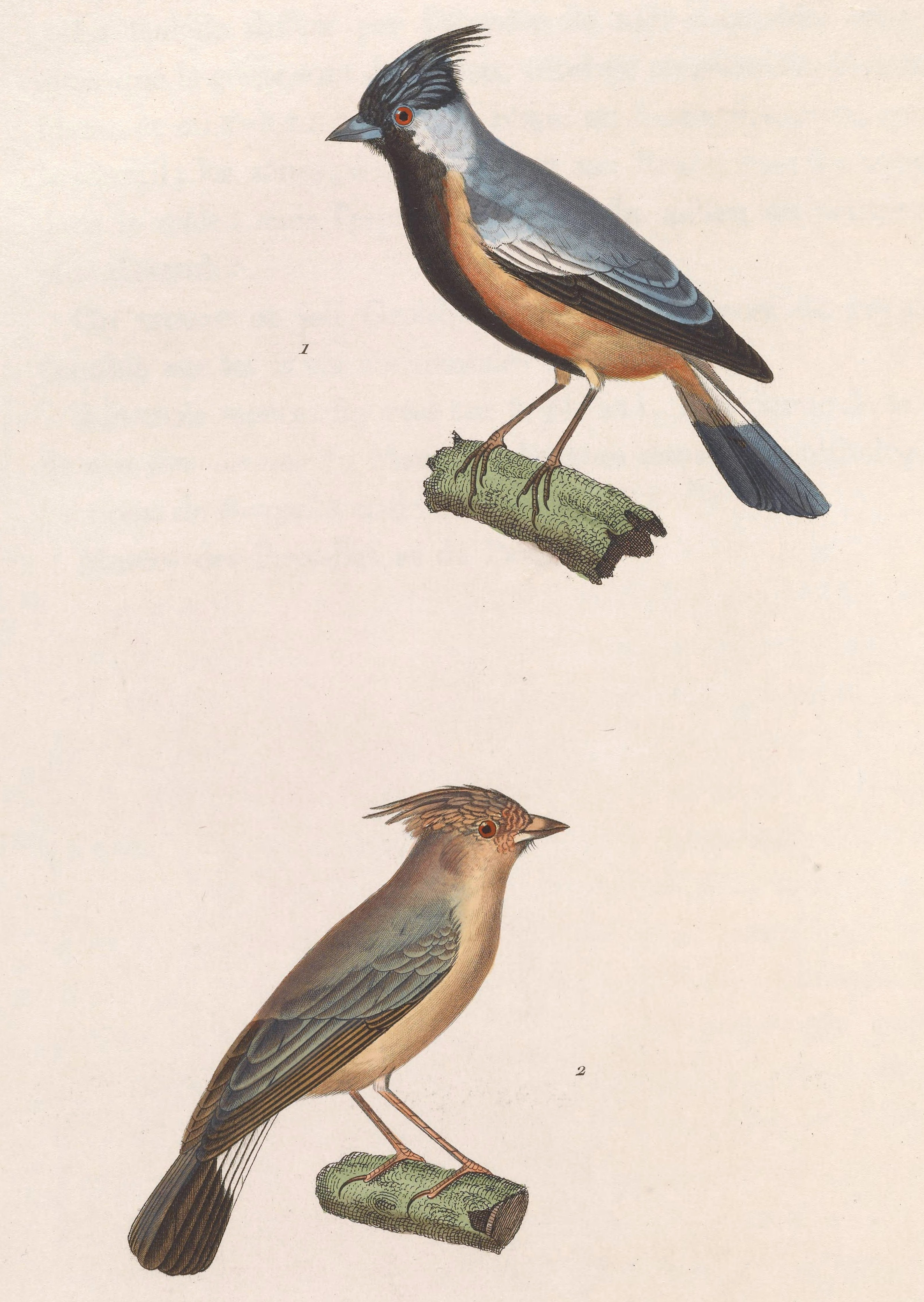
Afbeelding van een meesgors  gemaakt door Nicolas Huet le Jeune

- Bibliothèque nationale de France: cb104387579 (data)
- Stuttgart Database of Scientific Illustrators 1450–1950: 2277
- Gemeinsame Normdatei: 138988412
- International Standard Name Identifier: 0000 0000 7064 7628
- RKD-Nederlands Instituut voor Kunstgeschiedenis: 100554
- Système universitaire de documentation: 07340926X
- Union List of Artist Names: 500117124
- Virtual International Authority File: 95590486
- WorldCat: E39PCjK6QDpf7xMGX9RWryXTVy